# Albert Hyzler

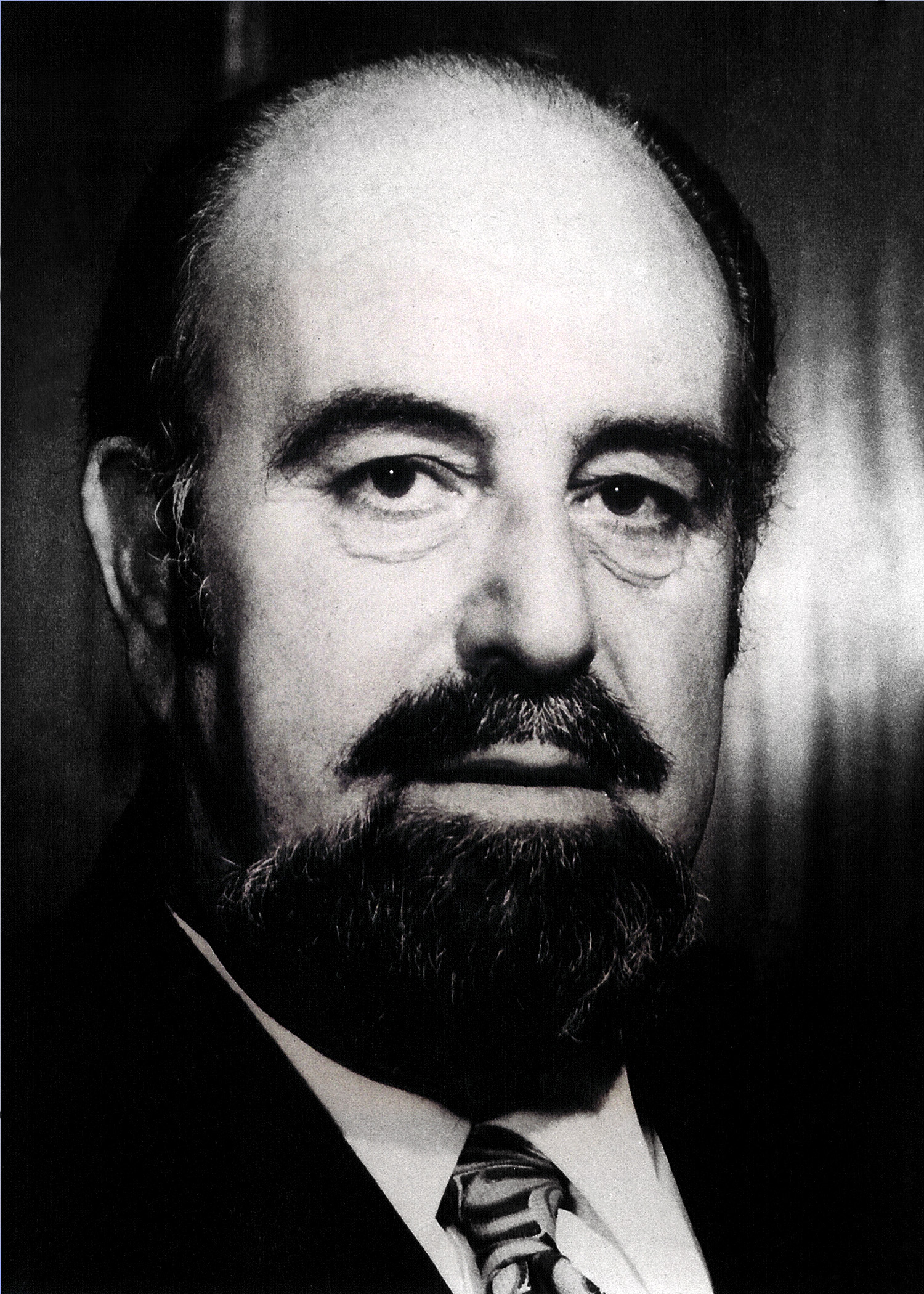
Albert Hyzler

Albert Victor Hyzler (* 20. November 1916 in Valletta; † 26. Oktober 1993) war ein maltesischer Politiker und 1981 bis 1982 Interimspräsident von Malta.

## Studium
Der Sohn des Professors und Politikers Joseph Hyzler studierte wie sein Vater ebenfalls Medizin an der Universität Malta und promovierte zum Doctor of Medicine (M.D.).

## Politische Laufbahn

### Abgeordneter
Zusammen mit seinem Vater und zwei weiteren Vertretern wurde er 1947 für die DAP in das Repräsentantenhaus gewählt. 1950 schied er jedoch wieder aus dem Parlament aus, nach dem nur noch ein DAP-Kandidat in das Parlament gewählt wurde. 1951 wurde er für die Maltese Workers Party(MWP) des früheren Premierministers Paul Boffa ins Repräsentantenhaus gewählt. Aus Protest gegen die zwischen der MWP und der PN unter Ġorġ Borg Olivier gebildeten Koalitionsregierung trat er aus der MWP aus und im Oktober 1953 der „Maltese Labour Party“ (MLP) bei.
Von 18. Dezember 1953 bis zum 20. September 1976 wurde Hyzler für die MLP erneut ins Parlament gewählt.

### Minister
Am 11. März 1955 berief ihn der Premierminister und Vorsitzender der MLP, Dom Mintoff, als Minister für Gesundheit und Soziale Dienste in sein Kabinett. Dieses Amt bekleidete er bis zum Beginn der Verfassungskrise am 26. April 1958. Während der folgenden Proteste gegen die britische Kolonialmacht wurde er verhaftet und für 32 Tage inhaftiert. Anschließend war er Mitarbeiter des Organs der MLP „Is-Sebh“.
Als Mintoff am 21. Juni 1971 wiederum Premierminister wurde, wurde Hyzler zunächst Minister für Entwicklung und Post sowie anschließend kurz vor Gründung der Republik am 30. September 1974 bis zu seinem Rücktritt am 20. September 1976 wieder Gesundheitsminister.

### Präsident der Republik Malta
Hyzler war vom 27. Dezember 1981 bis zum 15. Februar 1982 als Nachfolger von Anton Buttiġieġ amtierender Präsident von Malta. Am 15. Februar 1982 wurde er von Agatha Barbara, der ersten weiblichen Präsidentin Maltas, abgelöst.